# Нгатрек голоп лхакпа
Нгатрек голоп лхакпа або нгатхрек голоп лхакпа (дзонґ-ке བློདདབྲོ་ཙུག་སྒྲ་ལྷ་སྣང་དང་, англ. Ngathrek Golop Lhakpa) — національні бутанські ласощі. Солодощі найбільш поширені у західних районах (дзонгхагах) Бутану.

## Історія
Вважається, що рецепт нгатрек голоп лхакпа потрапив до далекого Бутанського королівства завдяки китайцям близько 1700 року.

## Особливості приготування та вживання
Для приготування цієї національної бутанської десертної страви потрібна вода та цукор, а також, згідно місцевих традицій, масляний чай та свіжий гострий перець чилі. Спочатку вариться цукор, а потім додаються до нього масляний солоний чай та перець чилі. Й у такий спосіб, можна отримати бутанські ласощі.
Вживається нгатхрек голоп лхакпа переважно після вечері та на свята як десерт. Можна ласувати цими солодощами як окремо, так і з фруктами, ягодами і йогуртом. Звичайно ж, це улюблені ласощі дітей Бутану.